# Хайнрих XXIV Ройс-Кьостриц
Хайнрих XXIV Ройс-Кьостриц (на немски: Heinrich XXIV Fürst Reuss zu Köstritz; Heinrich XXIV. Prinz Reuß jüngere Linie; * 8 декември 1855, Требшен, Бранденбург; † 2 октомври 1910, Ернстбрун, Долна Австрия) от младата линия на княжеския род Ройс, е принц и княз от Ройс-Кьостриц и композитор. Брат е на царица Елеонора Българска.

## Биография
Той е син на Хайнрих IV Ройс-Кьостриц (1821 – 1894) и съпругата му принцеса Луиза Ройс цу Грайц (1822 – 1875) от старата линия Ройс, вдовица на принц Едуард фон Саксония-Алтенбург (1804 – 1852), дъщеря на княз Хайнрих XIX Ройс цу Грайц (1790 – 1836) и принцеса Гаспарина дьо Рохан-Рошфор (1798 – 1871). Сестра му Елеонора Каролина Каспарина Луиза (Елеонора Българска) (1860 – 1917) е омъжена в Кобург на 28 февруари 1908 г. за цар Фердинанд I от България (1861 – 1948).
Хайнрих XXIV Ройс-Кьостриц расте във Виена, получава уроци по пиано от баща си и в Дрезден. Въпреки музикалните си интереси Хайнрих XXIV следва право и промовира през 1883 г. за доктор по право. Той се занимава от тогава само с музика. Влияе се от Йоханес Брамс.
На 25 юли 1894 г. Хайнрих XXIV поема от баща си Ройс-Кьостриц и неговата княжеска титла. Така той има глас в „ландтаг Ройс младата линия“, в който е член от 8 март 1897 до 2 октомври 1910 г. Той също е собственик на Ернстбрун и Хагенберг в Долна Австрия.
Хайнрих XXIV Ройс-Кьостриц умира на 54-годишна възраст на 2 октомври 1910 г., два месеца преди рождения си ден, в двореца Ернстбрун, където е резиденцията на рода от 1828 г.

## Фамилия
Хайнрих XXIV Ройс-Кьостриц се жени на 27 маи 1884 г. в Юнкендорф за братовчедката си принцеса Елизабет Ройс-Кьостриц (* 10 юли 1860, Юнкендорф; † 2 декември 1931, Михелдорф, Австрия), дъщеря на принц Хайнрих LXXIV Ройс-Кьостриц (1798 – 1886) и графиня Елеонора фон Щолберг-Вернигероде (1835 – 1903), дъщеря на Херман фон Щолберг-Вернигероде. Те имат пет деца:
- Регина Фелицитас Хелена Луиза Амадеа (* 4 април 1886, Юнкендорф; † 31 януари 1980, Кач ан дер Мур, Щирия, Австрия), омъжена на 12 юли 1916 г. в Дрезден за граф Георг Ернст фон Щолберг-Щолберг (1883 – 1965)
- Сибила Габриела (* 26 септември 1888, Кьостриц; † 21 март 1977, Кастел), омъжена на 5 октомври 1920 г. в Ернстбрун за граф Волфганг Фридрих фон Кастел-Кастел (1877 – 1940)
- Хайнрих XXXIX, принц Ройс (* 23 юни 1891, Ернстбрун; † 24 февруари 1946, Залцбург), наследник, женен на 7 август 1918 г. в Кастел за графиня Антония Емма Елизабет фон Кастел-Кастел (1896 – 1971)
- Хайнрих XLI, принц Ройс (* 2 септември 1892, Ернстбрун; † 29 ноември 1916, Биволита, Румъния, в битка)
- Гаспарина Елеонора Виола (* 5 Апр 1898, Кьостриц; † 5 ноември 1978, Мюнхен), неомъжена

## Произведения

### Камермузика
- Violasonate G-Dur op. 22 (1904)
- Cellosonate C-Dur op. 7 (1895)
- Trio für Violine, Viola und Klavier op. 25
- Streichquartett Nr. 1 F-Dur op. 11
- Streichquartett Nr. 2 g-moll op. 23/1 (1904)
- Streichquartett Nr. 3 Es-Dur op. 23/2 (1904)
- Streichquintett F-Dur op. 4 (1887)
- Streichquintett A-Dur (2 Celli, verschollen)[6]
- Streichsextett Nr. 1 d-Moll op. 12 (1899)
- Streichsextett Nr. 2 h-Moll op. 17 (1902)

### Оркестър произведения
- Symphonie Nr. 1 c-Moll op. 10 (1888)
- Symphonie Nr. 2 A-Dur o. op.
- Symphonie Nr. 3 e-Moll op. 28 (1907)
- Symphonie Nr. 4 a-Moll op. 30 (1907)
- Symphonie Nr. 5 f-Moll op. 34 (1907)
- Symphonie Nr. 6 e-Moll op. 36 (1909)

### Пиано
- Drei Präludien (3 Préludes, Op. 2
- Suite, Op. 8 (1895)

1. Prélude
2. Allemande
3. Gavotte
4. Siciliano
5. Bourrée
6. Sarabande
7. Gigue

- Variationen und Fuge über ein eigenes Thema (Variations et Fugue sur un Thème Original, Op. 19 (публициран ок. 1904)

### Вокал
- Fünf Lieder (5 песни) pour voix et piano, Op. 3 (1883); текстове: Лудвиг Уланд, Николаус Ленау
- Tu fecisti nos ad te, Motet pour chœur mixte a cappella, Op. 24 (публициран ок. 1890); текст: Августин Блажени
- 3 Geistliche Lieder (3 Chants Sacrés), pour les 3-partie de chœur de femmes et orgue ou piano, Op. 27 (публицирани 1907)[7]